# FAW Premier Cup
La FAW Premier Cup era una manifestazione calcistica organizzata dalla federcalcio gallese.

## Storia
La competizione nacque nel 1996 a seguito dell'esclusione dalla Welsh Cup delle squadre gallesi che militavano nelle varie categorie del campionato inglese.
Il formato originale prevedeva la partecipazione delle tre squadre gallesi della Football League (Cardiff City, Swansea City e Wrexham) e di quattro squadre del campionato gallese con l'aggiunta del Merthyr Tydfil. Fino alla stagione 2001/02 il Merthyr Tydfil aveva l'accesso garantito alla competizione mentre il Newport County e  il Colwyn Bay non venivano invitati. Da quel momento in poi venne invitata la squadra meglio classificata tra queste tre.
A partire dalla stagione 2004/05 la competizione venne allargata a 16 squadre, le migliori 10 squadre della Welsh Premier League, le due migliori piazzate tra Newport County, Merthyr Tydfil e Colwyn Bay, più le tre squadre gallesi della Football League, e la vincitrice della Welsh Cup.
La FAW Premier Cup fu trasmessa dalla BBC Wales. Quando la BBC ritirò la sponsorizzazione nel 2008, la competizione fu cancellata.

## Finali
| Stagione | Campione       | Risultato | Finalista      |
| -------- | -------------- | --------- | -------------- |
| 1997/98  | Wrexham        | 2 - 1     | Cardiff City   |
| 1998/99  | Barry Town     | 2 - 1     | Wrexham        |
| 1999/00  | Wrexham        | 2 - 0     | Cardiff City   |
| 2000/01  | Wrexham        | 2 - 0     | Swansea City   |
| 2001/02  | Cardiff City   | 1 - 0     | Swansea City   |
| 2002/03  | Wrexham        | 6 - 1     | Newport County |
| 2003/04  | Wrexham        | 4 - 1     | Rhyl           |
| 2004/05  | Swansea City   | 2 - 1     | Wrexham        |
| 2005/06  | Swansea City   | 2 - 1     | Wrexham        |
| 2006/07  | The New Saints | 1 - 0     | Newport County |
| 2007/08  | Newport County | 1 - 0     | Llanelli       |

## Vittorie
| Squadra        | Vittorie | Finali perse |
| -------------- | -------- | ------------ |
| Wrexham        | 5        | 3            |
| Swansea City   | 2        | 2            |
| Cardiff City   | 1        | 2            |
| Newport County | 1        | 2            |
| Barry Town     | 1        | -            |
| The New Saints | 1        | -            |
| Rhyl           | -        | 1            |
| Llanelli       | -        | 1            |